# Slaget ved Bornhøved (1227)
 "Slaget ved Bornhøved" omdirigeres hertil. For andre betydninger af Slaget ved Bornhøved, se Slaget ved Bornhøved (1813).
Slaget ved Bornhøved i Holsten fandt sted den 22. juli 1227 og blev udkæmpet mellem den danske hær ledet af Valdemar 2. Sejr og en koalition bestående af flere tyske fyrster fra det nordtyske Stammehertugdømme Sachsen samt Holsten og hansebyen Lübeck. Lübeck havde i perioden 1202-1226 været under dansk kontrol. Efter sigende var kampen hård, men danskerne tabte, da en hærafdeling fra Ditmarsken gik over til fjenden midt under slaget. Nederlaget gjorde, at Danmark måtte acceptere, at Holsten, Mecklenburg og Pommern igen blev en del af det tyske rige med egne fyrster, hvorved der åbnedes for tysk dominans i Østersøområdet.

## Forspillet
Det danske kongedømme under Valdemar Sejr, som havde vundet megen berømmelse som korsfarer, havde underlagt sig store dele af det nordlige Tyskland i første halvdel af 1200-tallet efter Valdemars tronbestigelse i 1202. I 1219 havde danskerne udviklet et eget imperium over Østersøområdetbestående Holsten, Pommern, små fyrstedømmer langs kysten, og byer som Lübeck og Hamborg, med ret til landområdet nord for Elben, anerkendt af den tyske konge blot få år tidligere. Valdemar Sejr underlagde sig fyrste efter fyrste. De blev tvungne til at sværge lydighed til den danske konge. En af disse var grev Gunzelin II af Schwerin.
Grev Gunzelin II giftede sin datter til den uægte kongesøn Niels som en bekræftelse på alliancen mellem Schwerin-grevskabet og det danske kongedømme. I 1221 døde greven, men ægteskabet havde avlet en søn, som farfaderen ønskede at sikre betydelige ejendomme. De schwerinske lande med borgen Schwerin blev delt i to dele af danskerne, som inddrog halvdelen for den lille søn. Gunzelin 2.s broder Henrik, som var medhersker, måtte finde sig i det.
Han tog hævn under et besøg hos Valdemar Sejr på Lyø i 1223. Der fandt han kongen på jagttur sammen med sin søn Valdemar den Unge, som var medkonge i Danmark ved siden af sin fader. Efter en lystig fest overfaldt greven kongen og den unge medkonge, bagbandt og bortførte dem til fastlandet. Kidnapningen var ikke uden støtte på alle kanter, selv om paven var hurtig til at fordømme ugerningen, eftersom Valdemar Sejr var en korsfarer.
Under fraværet af den danske konge kollapsede det danske imperium, men danskerne var så trætte af krig og korstog, at de kun tøvende gav støtte til forsøgene på at befri kongen og hans søn. Efter Slaget ved Mölln måtte danskerne forhande. Det endte med løsladelse juledag 1225 efter tre års fangenskab mod en uhyre stor løsesum foruden dronning Berengarias medgift. Den holstenske greveslægt Schauenburg vendte tilbage til deres tabte besiddelser, og de nordtyske fyrster havde brudt deres vasalforhold til Danmark efter at have tvunget kongen til at indgå aftaler med dem.
Valdemar Sejr var blevet tvunget til at love ikke at hævne sig for ydmygelsen eller for tabet af imperiet, men fik pavens tilslutning til at løse sig fra eden og begyndte at planlægge en generobring af de nordtyske besiddelser med Holsten i spidsen. Han allierede sig med den nordtyske greve Otto af Lüneburg og andre nordtyske småfyrster og samlede en stærk hær i efteråret 1226.

## Hærene
De nordtyske fyrster med greverne Henrik af Schwerin og Adolf 4. af Holsten, hertug Albrecht af Sachsen, ærkebiskop Gerhard af Bremen og borgerne fra byerne Lübeck og Hamburg i spidsen dannede en koalition mod danskerne i slutningen af år 1226, efter at Valdemar Sejr var rykket over Ejderen og havde indtaget Rendsborg. En hård krig med flere mindre slag var i gang i foråret af 1227.
Den 22. juli 1227 stod den danske hær i slagorden mod den nordtyske hær ved Bornhøved. Efter usikre oplysninger skulle Valdemar Sejr have haft 3.000 ryttere, 5.000 fodsoldater, 5.000 lejesoldater og 1.000 andre, tilsammen 14.000 mand mod den nordtyske hær, som skal have haft 3.000 rytterne, 3-4.000 lejesoldater og 5.000 fodsoldater, tilsammen 11.000-12.000 mand. Disse oplysninger kan åbenbart være noget overdrevne, da så store hære var sjældne i 1200-tallet i Europa. Mest sandsynlig var antallet af deltagere under slaget nogle få tusinde.

## Slaget
Efter de fleste kilder var slaget meget hårdt med stor bitterhed under intense sammenstød over længere perioder ad gangen. Der gik frasagn om de stridende, som havde kæmpet i blod op til knæene. Den danske konge mistede flere heste i løbet af kampene og blev alvorlig skadet men gav ikke op og var nær ved at vinde kampen.
Slaget blev afgjort, efter at hærafdelingen på omkring 1.000 mand fra Ditmarsken gik over til den nordtyske hær og vendte sig mod de tidligere allierede, som blev presset tilbage og kastet ud i forvirring. Valdemar Sejr formåede, efter en stor indsats at forhindre kollaps af hæren, men mistede sine allierede, blandt andre grev Otto af Lüneburg, som blev taget til fange sammen med tre danske biskopper.
Uden allierede og med hæren totalt udmattet måtte danskerne trække sig tilbage mod Ejderen. Hærafdelingen fra Ditmarsken havde på forhånd aftalt at slutte sig til den nordtyske koalition.

## Efterspillet
Selv om den danske hær fortsat var intakt og fik forstærkninger, måtte den sårede danske konge erkende, at krigen var tabt uden hans vigtige allierede, grev Otto af Lüneburg, som var sendt i fangenskab til Rostock. Krigsmoralen var hårdt ramt af nederlaget, som Lundeårbogen meddelte lige efter krigen: "Kongen mistede sejren".
Efter slaget måtte Valdemar Sejr acceptere de aftaler, som han havde indgået i 1225:
- at sende sine yngre sønner til Schwerin som gidsler for betalingen af løsesummen på 44.000 mark rent sølv
- afståelse af alt land mellem Elben og Ejderen
- og afståelse af de vendiske territorier, herunder Pommern
- Valdemar Sejr måtte overdrage Estland til den pavelige legat Wilhelm af Modena, som overdrog landet til Sværdbroderordenen samme år. 11 år senere blev Estland tilbagegivet til dansk styre på ny efter et forlig med Den tyske Orden